# Selište (Žepče, BiH)
Selište je naselje u općini Žepče, Federacija BiH, BiH.

## Stanovništvo
Nacionalni sastav stanovništva 1991. godine, bio je sljedeći:
ukupno: 166
- Hrvati - 141
- Muslimani - 24
- Jugoslaveni - 1